# Heliogomphus promelas
Heliogomphus promelas – gatunek ważki z rodziny gadziogłówkowatych (Gomphidae).